# 특종 기사 (1974년 영화)
《특종 기사》(영어: The Front Page)는 1974년 개봉한 미국의 블랙 코미디 드라마 영화이다. 빌리 와일더가 감독과 공동각본을 맡았으며, 벤 헥트와 찰스 맥아더의 동명 희곡이 영화의 원작이다.

## 출연

### 주연
- 잭 레먼
- 월터 매튜
- 수잔 서랜든

### 조연
- 빈센트 가데니아
- 데이비드 웨인
- 앨런 가필드
- 오스틴 펜들튼
- 찰스 더닝

## 기타
- 원작자: 벤 헥트
- 원작자: 찰스 맥아더
- 미술: 헨리 범스테드
- 의상: 버튼 밀러